# 루슬란 살레이
루슬란 알베르토비치 살레이(벨라루스어: Русла́н Альбе́ртавіч Сале́й 루슬란 알베르타비치 살레이, 러시아어: Русла́н Альбе́ртович Сале́й, 1974년 11월 2일 ~ 2011년 9월 7일)는 벨라루스의 아이스하키 선수이며, 포지션은 수비수이다.
1991년 러시아 엘리트 리그의 HC 디나모 민스크에서 데뷔했으며, 티발리 민스크를 거쳐 1995년 인터내셔널 하키 리그의 라스베가스 선더로 이적하였다. 이후 1996년 NHL 드래프트에서 9순위로 애너하임 덕스의 선택을 받았으나, 곧바로 아메리칸 하키 리그의 볼티모어 밴디츠로 팀을 옮겼다. 그 뒤 시즌 종료 후 애너하임 덕스로 복귀했으며, 1997년 아메리칸 하키 리그의 신시내티 마이티 덕스에 입단해 활약한 뒤 시즌 도중 애너하임 덕스로 돌아왔다. 이후 2004년 러시아 슈퍼리그 아크 바르스 카잔와 계약해 활약했으며, 시즌 종료 후 애너하임 덕스로 다시 복귀하였다. 그 뒤 2006년 플로리다 팬서스 소속으로 활약한 뒤 2007년 콜로라도 애벌랜치로 이적했으며, 2010년 디트로이트 레드윙스로 팀을 옮겨 활약한 뒤 시즌 종료 후 콘티넨탈 하키 리그의 로코모티프 야로슬라블에 입단하였다.
또한 벨라루스 아이스하키 국가대표팀 소속으로 66경기에 출전했고, 세 번의 동계 올림픽 (1998년, 2002년, 2010년)과 아홉 번의 세계 아이스하키 선수권 대회(1994년, 1995년, 1998년, 2000년, 2001년, 2004년, 2008년, 2009년, 2010년)에 참가하였다.
2011년 9월 7일 HC 디나모 민스크와의 콘티넨탈 하키 리그 개막전을 치르기 위해 Yak-42를 타고 이동하던 도중 벨라루스 민스크-1 공항에서 2km 떨어진 지점에서 항공 사고가 발생했으며, 살레이를 포함한 탑승객 44명이 그 자리에서 사망하였다.

## 같이 보기
- 로코모티프 야로슬라블 비행기 추락 사고